# Beckwith (Ontario)
Beckwith to gmina (ang. township) w Kanadzie, w prowincji Ontario, w hrabstwie Lanark.
Powierzchnia Beckwith to 240,12 km². Według danych spisu powszechnego z roku 2001 Beckwith liczy 6046 mieszkańców (25,18 os./km²).